# 田代裕一
田代 裕一（たしろ ゆういち）は日本の教育学者。専門は教育方法学。西南学院大学教授。

## 経歴
熊本県出身。熊本県立玉名高等学校を経て九州大学教育学部を卒業した。その後、大学院に入り、1986年に九州大学大学院教育学研究科教育学専攻を修了した。
大学院修了後は西南学院大学の教員となり、講師や助教授などを歴任した。
2024年現在は、西南学院大学人間科学部教職教育研究センターの教授を務めている。
所属学協会として日本カリキュラム学会や九州教育学会などが挙げられる。

## 著書
- 「教育実践の課題と可能性」（1994年4月、近代文芸社）